# Hypolycaena anomala
Hypolycaena anomala är en fjärilsart som beskrevs av Abel Dufrane 1953. Hypolycaena anomala ingår i släktet Hypolycaena och familjen juvelvingar. Inga underarter finns listade i Catalogue of Life.